# يوهان إيفال
يوهان إيفال (بالألمانية: Johann von Ewald)‏ (بالدنماركية: Johann Ewald)‏ هو جندي ألماني ودنماركي، ولد في 20 مارس 1744 في كاسل في ألمانيا، وتوفي في 25 يونيو 1813 في كيل في ألمانيا.